# Nitrovina
La nitrovina es un nitrofurano utilizado como antibacteriano en veterinaria. Su formula molecular es C14H12N6O6.